# Кикути, Тарцизий Исао
Тарцизий Исао Кикути (яп. タルチシオ菊地功 тарутисио кикути исао); род. 1 ноября 1958 года, Иватэ, Япония) — японский кардинал, вербист. Епископ Ниигаты с 29 апреля 2004 по 25 октября 2017. Архиепископ Токио с 25 октября 2017. Кардинал-священник с титулом церкви Сан-Джованни-Леонарди с 7 декабря 2024.

## Биография
В марте 1985 года Тарцизий Исао Кикути принял вечные обеты в монашеской конгрегации вербистов. 15 марта 1986 года Тарцизий Исао Кикути был рукоположён в священника.
29 апреля 2004 года Римский папа Иоанн Павел II назначил Тарцизия Исао Кикути епископом Ниигаты.20 сентября 2004 года состоялось рукоположение Тарцизия Исао Кикути в епископа, которое совершил архиепископ Токио Пётр Такэо Окада в сослужении с епископом Иокогамы Рафаилом Масахиро Умэмурой и епископом Уравы Марцеллином Тайдзи Тани.
6 октября 2024 года во время Ангелуса Папа Франциск объявил Тарцизия Кикути в числе новых кардиналов, которых он собирается назначить на консистории от 8 декабря этого года, дата была позднее была перенесена на 7 декабря.